# Ораньєстад (Сінт-Естатіус)
Не слід плутати з містом Ораньєстад, адміністративним центром Аруби.
Ораньєстад (нід. Oranjestad) — єдине місто і адміністративний центр острова Сінт-Естатіус. Населення приблизно 1 021 особа (2006). Порт.

## Опис
Місто ділиться на дві частини — Нижнє місто, розташоване у берегової лінії (історична частина), і Верхнє місто — головний комерційний і житлової центр Ораньєстаду. Головна визначна пам'ятка Ораньєстаду — Форт Ораньє, що зберігся з XVII століття прямо в центрі міста з видом на берегову лінію. Також в місті є стара нідерландська реформістська церква (частково зруйнована).
У місті є медичний університет з більш ніж 100 студентами. Неподалік від міста розкинувся Ботанічний сад Міріам Шмідт.

## Клімат
Місто знаходиться у зоні, котра характеризується кліматом тропічних саван. Найтепліший місяць — серпень із середньою температурою 28.5 °C (83.3 °F). Найхолодніший місяць — січень, із середньою температурою 26.5 °С (79.7 °F).
| Клімат Ораньєстада      | Клімат Ораньєстада | Клімат Ораньєстада | Клімат Ораньєстада | Клімат Ораньєстада | Клімат Ораньєстада | Клімат Ораньєстада | Клімат Ораньєстада | Клімат Ораньєстада | Клімат Ораньєстада | Клімат Ораньєстада | Клімат Ораньєстада | Клімат Ораньєстада | Клімат Ораньєстада |
| Показник                | Січ.               | Лют.               | Бер.               | Квіт.              | Трав.              | Черв.              | Лип.               | Серп.              | Вер.               | Жовт.              | Лист.              | Груд.              | Рік                |
| Середній максимум, °C   | 29                 | 30                 | 30                 | 30                 | 31                 | 31                 | 31                 | 32                 | 32                 | 32                 | 30                 | 30                 | 30,7               |
| Середня температура, °C | 26,5               | 26,5               | 27                 | 27                 | 28                 | 28                 | 28                 | 28,5               | 28,5               | 28,5               | 27                 | 27                 | 27,5               |
| Середній мінімум, °C    | 24                 | 23                 | 24                 | 24                 | 25                 | 25                 | 25                 | 25                 | 25                 | 25                 | 24                 | 24                 | 24,4               |
| Днів з дощем            | 7                  | 5                  | 4                  | 5                  | 8                  | 11                 | 12                 | 10                 | 10                 | 12                 | 11                 | 10                 | 105                |
| ----------------------- | ------------------ | ------------------ | ------------------ | ------------------ | ------------------ | ------------------ | ------------------ | ------------------ | ------------------ | ------------------ | ------------------ | ------------------ | ------------------ |
| Джерело: Weatherbase    |                    |                    |                    |                    |                    |                    |                    |                    |                    |                    |                    |                    |                    |